# Хуан Рамон Лубриел
„Хуан Рамон Лубриел“ (на испански: Estadio Juan Ramón Loubriel) е футболен стадион в Баямон, Пуерто Рико.
Намира се в „Серо Гордо“ – един от дванадесетте квартали на Баямон.
Носи името на бележит преподавател и треньор по волейбол, роден в града. В ранните си години Хуан Рамо Лубриел е бил и състезател по футбол и лека атлетика.
С положени основи през 1972 г., официално стадионът отваря врати две години по-късно през 1974, приютявайки местния отбор по бейзбол „Вакерос де Баямон“.
Става дом на „Пуерто Рико Айлендърс ФК“, като започва да се нарича още „Ла Исландера“.
От 2016 г. а стадион „Джей Ар Ел“, както е наречен по абревиатура на английски, домакински мачове играе „Пуерто Рико ФК“, а също още мъжкия и женския национални отбори по футбол.
Рекордно посещение на мача между „Пуерто Рико Айлендърс ФК“ и „ЛА Галакси“ на 4 август 2010 г. – 12 993 зрители.